# Rudolf Bäcker
Rudolf Bäcker (21 de fevereiro de 1914 - 3 de setembro de 2005) foi um oficial alemão que serviu durante a Segunda Guerra Mundial. Foi condecorado com a Cruz de Cavaleiro da Cruz de Ferro.

## Carreira

### Patentes
Sanitäts-Feldwebel

### Condecorações
| Cruz de Ferro 2ª Classe                                   |
| Cruz de Ferro 1ª Classe                                   |
| Cruz de Cavaleiro da Cruz de Ferro 18 de setembro de 1943 |